# Partit de la Unió Democràtica (Síria)
El Partit d'Unió Democràtica (en kurd Partiya Yekîtiya Demokrat, PYD; en àrab حزب الاتحاد الديمقراطي, Ḥizb al-Ittiḥād ad-Dimuqrāṭī') és un partit polític fundat el 2003 per nacionalistes kurds del nord de Síria. Aquest partit està agermanat amb el Partit dels Treballadors del Kurdistan (PKK).
És el principal partit polític a la Federació Democràtica del Nord de Síria i les seves regions. L'enginyer químic Saleh Muslim es va convertir en el seu president el 2010 i Asiyah Abdullah en el seu copresident el juny de 2012.

## Ideologia
Al seu lloc web, el PYD es descriu a si mateix com a creient en «la igualtat social, la justícia i la llibertat de creença», així com en «el pluralisme i la llibertat dels partits polítics». Es descriu a si mateix com «lluitant per una solució democràtica que inclou el reconeixement dels drets culturals, nacionals i polítics, i desenvolupa i millora la seva lluita pacífica per poder governar-se a si mateixos en una societat multicultural i democràtica». El PYD és membre de diverses organitzacions, per exemple, la Unió de Comunitats del Kurdistan (KCK). El PYD ha adoptat el confederalisme democràtic com una de les seves ideologies i ha implementat idees de Murray Bookchin i Abdullah Öcalan a Rojava, on centenars de comunes basades en barris s'han establert en els tres cantons de Rojava.
Igual que el paraigua KCK en general, i encara més, el PYD és crític amb qualsevol forma de nacionalisme, inclòs el nacionalisme kurd. Aquesta política està en marcat contrast amb les visions nacionalistes kurdes del Consell Nacional Kurd.

## Història
Origen i fundació
Mentre que el govern sirià Ba'ath sempre va ser opressiu amb la seva pròpia minoria kurda, l'expresident Hafez al-Àssad va donar suport a les faccions kurdes en els veïns països de l'Iraq i Turquia per exercir pressió sobre els rivals regionals. El 1975, Assad va oferir al líder kurd iraquià Jalal Talabani un refugi segur a Damasc per fundar la seva nova Unió Patriòtica del Kurdistan (PUK). Des de la dècada de 1980, Assad també va donar suport al Partit dels Treballadors del Kurdistan (PKK) contra el seu rival regional, Turquia, fins que va cedir davant la pressió d'Ankara i va buscar millors relacions polítiques i econòmiques.
Síria acollia i finançava l'entrenament del PKK en campaments a la vall de Bekaa al Líban i a algunes llocs de Síria fins que el 1998 Turquia i el règim de Hafez al-Àssad va signar l'Acord d'Adana per combatre conjuntament la insurgència kurda per tal de contrarestar les amenaces de Turquia a la seva restricció projectes de presa a l'Eufrates superior. L'Acord d'Adana va impedir la intervenció militar turca però també va empènyer el govern sirià a reprimir la resistència kurda i augmentar la repressió a Turquia. El 1998, el govern sirià va prohibir els partits polítics i organitzacions kurdes, inclosos el PUK i el PKK. Cinc anys després, el PYD va ser fundat per kurds sirians. En el mateix any, Salih Muslim va abandonar el Partit Democràtic del Kurdistan de Síria (KDP-S), una filial del Partit Democràtic del Kurdistan de l'Iraq i es va unir al recentment format PYD. Segons el Centre Carnegie Middle East, el PYD va patir anys de repressió violenta a mans del règim sirià.
El Partit de la Unió Democràtica va ser fundat en 2003 com branca siriana de la Unió de Comunitats del Kurdistan, (KCK), una coalició transnacional de moviments polítics alineats amb el PKK a Turquia, Iraq, Iran i Síria fundada per Abdullah Öcalan el KCK de la presó el 2003 amb l'esperança d'establir confederacions democràtiques a cada regió.